# Paul Jenni

Paul Jenni (1986)

Paul Jenni (* 3. Juni 1923 in Liestal; † 25. Februar 2017) war ein Schweizer Politiker (SP) und Jugendbuchautor.

## Leben
Jenni absolvierte Schulen in Frenkendorf, Liestal und Trey, anschliessend besuchte er das Lehrerseminar in Schiers. Er war Primarlehrer in Eptingen und Birsfelden, dazwischen von 1956 bis 1957 Mitarbeiter des IKRK in Budapest sowie Student an der Universität Basel in den Fächern Deutsch, Geschichte, Geografie.
Von 1961 bis 1975 war Jenni Baselbieter Schulinspektor und von 1967 bis 1969 Baselbieter SP-Landrat. Von 1968 bis 1970 sass er im Gemeinderat und von 1970 bis 1975 war er Gemeindepräsident in Frenkendorf. Als Regierungsrat von 1975 bis 1987 baute Jenni die Erziehungsdirektion zur Erziehungs- und Kulturdirektion aus.
Im Jahr 1975 schloss Jenni den ersten interkantonalen Universitätsvertrag mit Basel-Stadt, der 1986 erweitert wurde. Im Jahr 1978 realisierte er ein Berufsbildungsgesetz und 1979 ein neues Schulgesetz.
Für seine Jugendbücher erhielt Jenni 1970 den Literaturpreis des Kantons Basel-Landschaft.

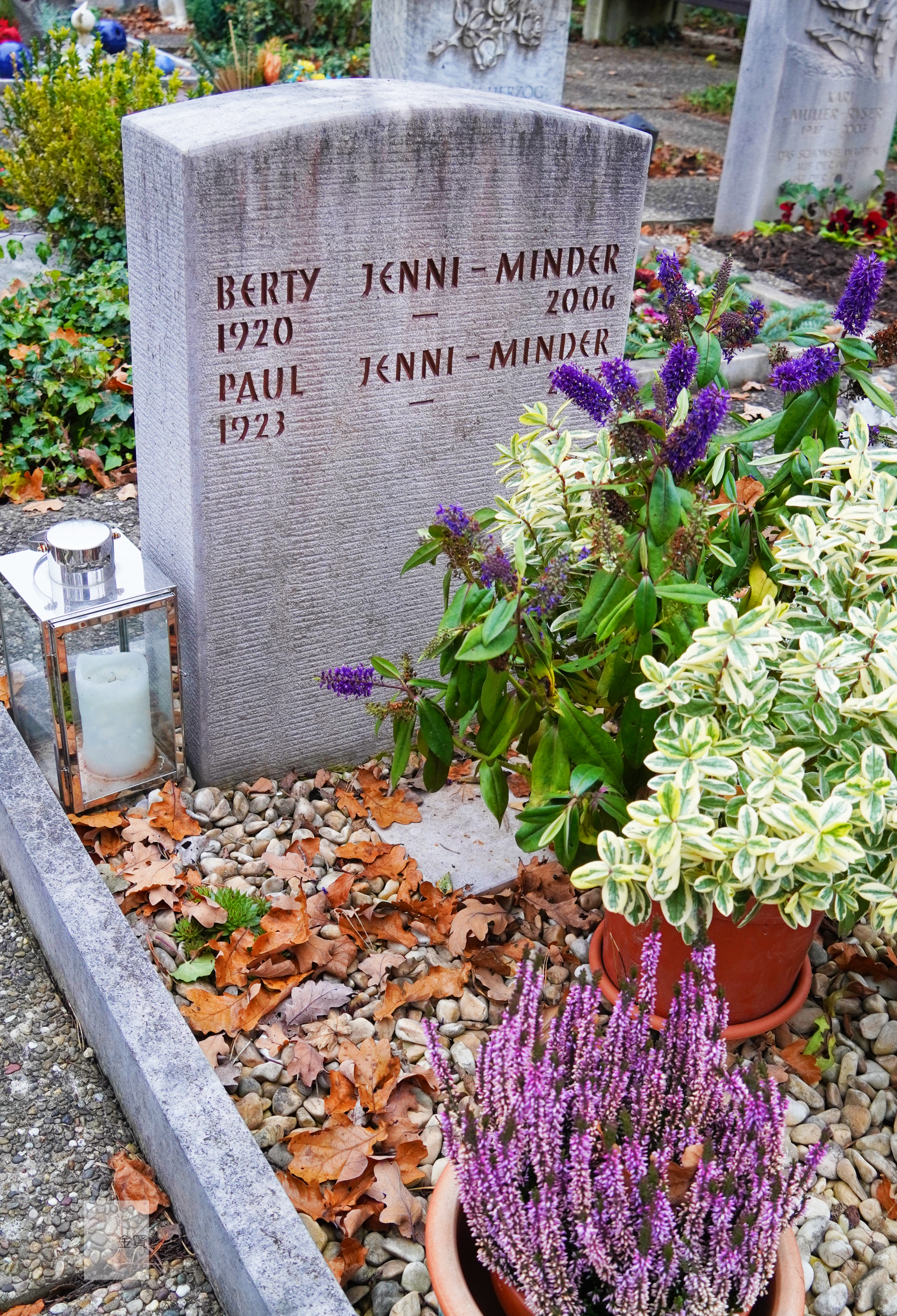
Grabstein von Berty und Paul Jenni-Minder

Jenni war mit Berty geb. Minder (1920–2006) verheiratet. Beide wurden auf dem Friedhof Äussere Egg in Frenkendorf begraben.

## Werke
- Heimatkunde Langenbruck, 1992
- Jack und Cliff die Abenteurer, 1958
- Jack und Cliff die Schatzsucher, 1964
- Jack und Cliff und der grüne Mond, 1973